# Краснолиповское сельское поселение
Красноли́повское се́льское поселе́ние — муниципальное образование (сельское поселение) в составе Фроловского района Волгоградской области.
Административный центр — посёлок Красные Липки.
Глава Краснолиповского сельского поселения — Гребнев Александр Александрович.

## География
Поселение расположено на юге Фроловского района.

## История
В итоге муниципальной реформы в состав образованного Краснолиповского сельского поселения вошли территории и населённые пункты Верхнелиповского (хутор Верхние Липки) и Краснолиповского (хутора Красные Липки — центр, Выездинский, Зимовская Паника, Зимовский, Шляховский) сельсоветов.

## Население
| 2010  | 2012  | 2013  | 2014  | 2015  | 2016  | 2017  |
| ----- | ----- | ----- | ----- | ----- | ----- | ----- |
| 1338  | ↘1307 | →1307 | ↘1296 | ↘1283 | ↘1280 | →1280 |
| 2018  | 2019  | 2020  | 2021  |       |       |       |
| ↘1247 | ↘1228 | ↘1182 | ↘1170 |       |       |       |

## Административное деление
Код ОКАТО — 18 256 828
Код ОКТМО — 18 656 428
На территории поселения находятся 6 хуторов:
| Название         | ОКАТО          | Тип населённого пункта        | Население, тыс. чел |
| ---------------- | -------------- | ----------------------------- | ------------------- |
| Красные Липки    | 18 256 828 001 | хутор, административный центр | 0,68                |
| Верхние Липки    | 18 256 812 001 | хутор                         | 0,68                |
| Шляховский       | 18 256 828 005 | хутор                         | 0,16                |
| Выездинский      | 18 256 828 002 | хутор                         | 0,11                |
| Зимовская Паника | 18 256 828 003 | хутор                         |                     |
| Зимовский        | 18 256 828 004 | хутор                         | 0,04                |

## Власть
В соответствии с Законом Волгоградской области от 18 ноября 2005 г. N 1120-ОД «Об установлении наименований органов местного самоуправления в Волгоградской области», в Краснолиповском сельском поселении установлена следующая система и наименования органов местного самоуправления:
- Совет депутатов Краснолиповского сельского поселения (11 октября 2009 года избран второй созыв)
численность (первого созыва) — 10 депутатов[15]
избирательная система — мажоритарная, один многомандатный избирательный округ.
- Глава Краснолиповского сельского поселения — Гребнев Александр Александрович (избран 11 октября 2009 года)[2]
- Администрация Краснолиповского сельского поселения

## Археология
В 2,5 км выше по руслу от хутора Шляховский находится стоянка Шлях, на которой прослежено нескольких слоёв каменного века — от среднего палеолита до мезолита.